# Abdelaziz Alhamza
Abdelaziz Alhamza (en arabe : عبدالعزيز الحمزة ; parfois orthographié Aziz Alhamza, Abdul Aziz al-Hamza, Abdel Aziz al-Hamza ; né le 23 juillet 1991 à Raqqa) est un journaliste syrien primé, militant de la défense des droits humains et formateur informatique,. Il est le cofondateur et porte-parole de Raqqa Is Being Slaughtered Silently (Raqqa est massacrée en silence), organisation indépendante et non partisane dénonçant les atrocités commises par le gouvernement syrien, l’État islamique (ou ÉI, Daech en arabe) et d'autres groupes armés en Syrie.
Abdelaziz Alhamza organise des manifestations contre le gouvernement syrien en 2011 et est arrêté par les autorités à plusieurs reprises. Le groupe armé terroriste État islamique l'interroge plusieurs fois au sujet de son activisme. Après la prise de contrôle de Raqqa en janvier 2014 par l’État islamique, il s'enfuit en Turquie, d'où il fonde Raqqa is Being Slaughtered Silently (RBSS) avec ses amis pour montrer la réalité de la vie à Raqqa sous l'ÉI.
En 2015, Alhamza reçoit le prix international de la liberté de la presse du Comité pour la protections des journalistes et est nommé « Global Thinker » par Foreign Policy. En 2016, le Prix du journalisme international d'Ischia lui est décerné, ainsi le Civil Courage Prize (Prix du courage civil) et d'autres récompenses, au nom de RBSS. 
Abdelaziz Alhamza est présenté dans City of Ghosts, un documentaire qui suit le voyage d'Alhamza et de ses collègues.
En janvier 2016, l'International Business Times décrit RBSS comme « la source d'information la plus fiable de l'intérieur de Raqqa ». L'historien allemand Michael Wolffsohn compare RBSS à White Rose, l'organisation de résistance pendant le Troisième Reich.
Abdelaziz Alhamza vit actuellement en exil à Berlin,.

## Carrière
Abdelaziz Alhamza écrit de nombreux articles sur la Syrie et Raqqa, en se concentrant particulièrement sur l'État islamique. L'un de ses articles les plus importants paraît dans le New York Times, « Bombs May Not Defeat ISIS (but Maybe the Internet Will) » (« Les bombes ne vont peut-être pas vaincre Daech (mais peut-être qu'internet si) »).
Il écrit un éditorial et une lettre au président des États-Unis d'Amérique, Donald Trump, qui sont publiés sur Fox News.
Abdelaziz Alhamza est membre du programme de sécurité international de l'organisation New America, il est également membre et leader de Next generation à l'Institut McCain,.

## Études
Abdelaziz Alhamza étudie la biologie à la faculté des sciences de Raqqa, de l'Université Al-Furat. Il est diplômé en biochimie en 2013,. Alors qu'il est étudiant, il organise des manifestations non violentes contre le régime syrien.

## Raqqa is Being Slaughtered Silently (RBSS)
Abdelaziz Alhamza agit en tant que militant des médias et organisateur de manifestations non violentes au début du soulèvement contre le régime d'Assad. Alhamza est arrêté par les autorités syriennes à trois reprises en 2012. Il témoigne avoir été détenu et torturé pendant 40 jours à la suite de son arrestation du mois de mars, et affirme « à la fin, je leur aurais avoué n'importe quoi ». Après la prise de Raqqa par l'État islamique pris Raqqa en janvier 2014, ce groupe l'aurait également interrogé à plusieurs reprises. Sous la menace à la fois du régime d'Assad et de l'État islamique, Alhamza s'enfuit en Turquie, où lui et d'autres journalistes citoyens fondent RBSS.
Les menaces de l'État islamique en Turquie à son encontre le font fuir en Allemagne, comme la plupart des membres exilés de RBSS,.
RBSS documente la vie sous Daech, sur les réseaux sociaux et à travers des photographies et des vidéos qui sont passées en contrebande à l'étranger. En novembre 2015, Abdelaziz Alhamza travaille avec sept membres du RBSS vivant à l'extérieur de Raqqa pour publier les informations recueillies par douze membres vivant à Raqqa ou à proximité. En janvier 2016, l'International Business Times déclare que 17 membres du RBSS « travaillent à l'intérieur de Raqqa ».
« Depuis avril 2014 », rapporte le Huffington Post en novembre 2015, les membres du RBSS « ont secrètement produit la couverture la plus durable de la vie sous le contrôle de l'État islamique ». Abdelaziz Alhamza déclare au HuffPost : « Nous nous battons pour notre ville... Nous n'avons pas d'armes, mais nous avons nos stylos ou notre site Web ou autre chose. Nous nous battons en ligne ». Il ajoute : « Nous couvrons tout parce que c'est notre devoir pour notre ville ». Il reconnaît que Daech a rendu de plus en plus difficile pour son groupe de faire leur travail et déclare « nous acceptons tous que l'un de nous soit tué à tout moment et n'importe où ».
« Nous ne nous arrêterons pas », déclare Abdelaziz Alhamza à Roger Cohen en février 2016. « Nous avons trop d'amis et de familles décédés. La seule façon de nous arrêter, c'est si Daech nous tue tous ou si nous rentrons chez nous. »
Daech tue quatre membres de RBSS. L'un d'eux est Ibrahim Abdel Qader, décapité le 30 octobre 2015, à l'âge de 22 ans, qui avait été actif dans la publication et la documentation des atrocités de Daech.

## Autres activités
Abdelaziz Alhamza communique largement sur RBSS. En février 2016, il s'entretient avec le Conseil allemand des relations étrangères à Berlin. Il prend la parole au Festival international de journalisme en avril 2016, ainsi qu'au Forum de la liberté d'Oslo en mai 2016.

## Reconnaissance et récompenses
Raqqa Is Being Slaughtered Silently remporte le prix international de la liberté de la presse 2015 du Comité pour la protection des journalistes ; c'est Abdelaziz Alhamza qui reçoit le prix à New York le 25 novembre 2015 au nom de l'organisation.
Abdelaziz Amhamza reçoit également le prix Global Thinkers Award 2015 de la politique étrangère au nom de RBSS.
Dans Pittsburgh Post-Gazette en février 2017, Garry Kasparov et Thor Halvorssen notent le travail d'Alhamaza comme « une noble lutte contre la tyrannie... malgré le danger ».

## FilmCity of Ghosts
Alhamza est présenté dans City of Ghosts, film documentaire réalisé, produit et filmé par le cinéaste Matthew Heineman, nommé aux Oscars et primé aux Emmy Awards. City Of Ghosts est parmi les 15 films qualifiés (sur 170 films soumis) dans la liste restreinte des longs métrages documentaires aux Oscars 2018.
City of Ghosts suit le voyage de Raqqa est massacrée en silence - une poignée de militants anonymes qui se regroupent après que leur région soit prise par Daech en 2014. Avec un accès profondément personnel, le film les suit alors qu'ils font face aux réalités de la vie secrète, en fuite et en exil, au péril de leur vie.

## Lectures complémentaires
- Entretien avec KLAW Public Radio
- Filaire "LES JOURNALISTES DE GUERRILLA DÉFIANT ISIS UNE VIDÉO À LA FOIS"
- (en) « The Tragic Legacy of Raqqa is Being Slaughtered Silently », The New Yorker,‎ 21 octobre 2017 (lire en ligne)